# Peugeot 301
Peugeot 301 je auto nižší střední třídy, vyráběné automobilkou Peugeot.
Začal se vyrábět v roce 2012.

## Specifikace

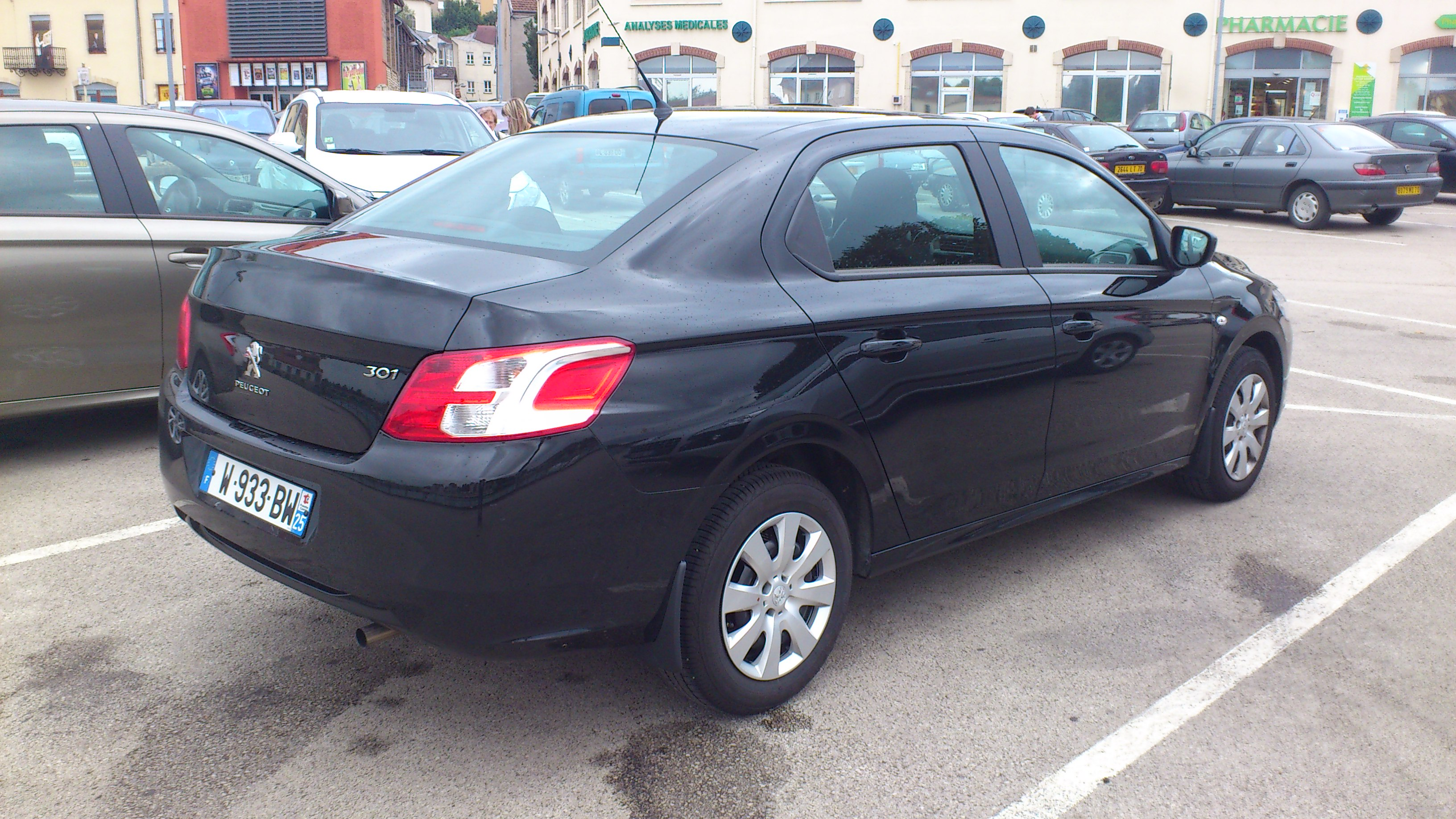
Peugeot 301 zezadu

301 je poháněna zážehovými motory s obsahem: 1,2 L (53-60 kW), 1,6 L (85 kW) a vznětovými motory s obsahem: 1.6 L (68-74 kW).
V roce 2017 přišel facelift.